# AX420N
AX-420Nは、NECインフロンティアが開発した、ウィルコム向けコンパクトフラッシュ型 Type Iデータ通信端末製品である。

## 概要
この端末は、AX520Nと共に、W-OAMのサービスインに合わせて発売された。
コンパクトフラッシュ型の端末で、PCカードスロットが無く、USBのみのPCでは、付属のPCカードアダプタを付けた上で別売りの「PCカード用USBアダプタ」で、又は社外品の「コンパクトフラッシュ用USBアダプタ」で対応している。本体の色調はシルバーを採用している。
変調方式「8PSK」に対応した事でW-OAMエリア内では、AIR-EDGE「4x」の場合は204kbps、「2x」で102kbps、「1x」で51kbpsの最高速度で利用する事ができる。
W-OAMエリア外でも、AIR-EDGEは「4x」（128kbps・32×4）、「2x」（64kbps・32×2）、「1x」（32kbps・32×1）、64Kフレックスチェンジ（ネット25）に対応している。また、PIAFS（64k・32k）に対応している。
また、「MEGAPLUS」サービスが利用可能で、4xの場合はMbps相当の体感速度を得る事ができ、サービスの利用料金は500円（税込）で利用する事ができた（2010年12月サービス終了）。
同社で同時期に開発されたAX520Nも、同日に販売予定の発表及び同日に販売開始になっている。
また、台湾・タイでの国際ローミングにも対応している。
付属品は、専用ユーティリティソフトを収録したCD、収納ケース、PCカードアダプタなど。

## 仕様
- 対応OS（各日本語版）
  - Microsoft Windows 98SE
  - Microsoft Windows Millennium Edition
  - Microsoft Windows 2000
  - Microsoft Windows XP
  - Microsoft Windows Vista（64bit版も対応）
  - Microsoft Windows 7（64bit版も対応）
  - Classic Mac OS 9.0 - 9.2.2
  - macOS 10.1.5  - 10.5.7

## 歴史
- 2006年1月27日 - W-OAMサービスインに合わせて、販売予定である事を発表。
- 2006年2月16日 - 2月23日より販売開始すると発表。
- 2006年2月23日 - 発売開始。